# Bank of Ireland
Die Bank of Ireland (irisch: Banc na hÉireann) ist offiziell unter dem Namen Governor and Company of the Bank of Ireland bekannt. Sie ist eine Bank mit Unternehmenssitz in Dublin. Das Unternehmen ist eine der fünf größten Banken Irlands und Nordirlands und an der Euronext Dublin gelistet. Kern des heutigen Unternehmens ist die 1783 durch eine Royal Charter gegründete Bank of Ireland. Das privatwirtschaftliche Institut ist weder eine Tochter noch eine historische Abspaltung der Central Bank and Financial Services Authority of Ireland. Das Unternehmen ist Mitglied im ISEQ Overall Index an der Euronext Dublin. Die Bank of Ireland ist eine von vier Geschäftsbanken (Bank of Ireland, First Trust Bank, Northern Bank, Ulster Bank), die nordirische Banknoten drucken dürfen.

## Geschichte
Die Bank wurde 1783 durch ein Gesetz des irischen Parlaments zur Förderung öffentlicher und privater Finanzen gegründet. Der Hugenotte David la Touche war der erste Leiter der Institution. Die Bank of Ireland erfüllte, vergleichbar der Bank of Scotland, verschiedenste Funktionen, aber nie die der Zentralbank.
Vom Beginn des irischen Freistaats 1922 bis zum 31. Dezember 1971 war das Institut eine Art Hausbank des irischen Staates. Die Hibernian Bank wurde 1958 übernommen, und 1965 folgte die National Bank of Ireland.
Im Zuge der Finanzkrise 2008 platzte auch in Irland eine Immobilienblase, aufgrund dessen musste die Bank of Ireland Beträge in Milliardenhöhe abschreiben. 2009 erhielt das Institut schließlich eine staatliche Kapitalspritze in Höhe von 3,5 Mrd. €.
Das Unternehmen ist neben dem Markt auf den britischen Inseln auch in Deutschland, Kanada, Japan, den USA und Australien vertreten.

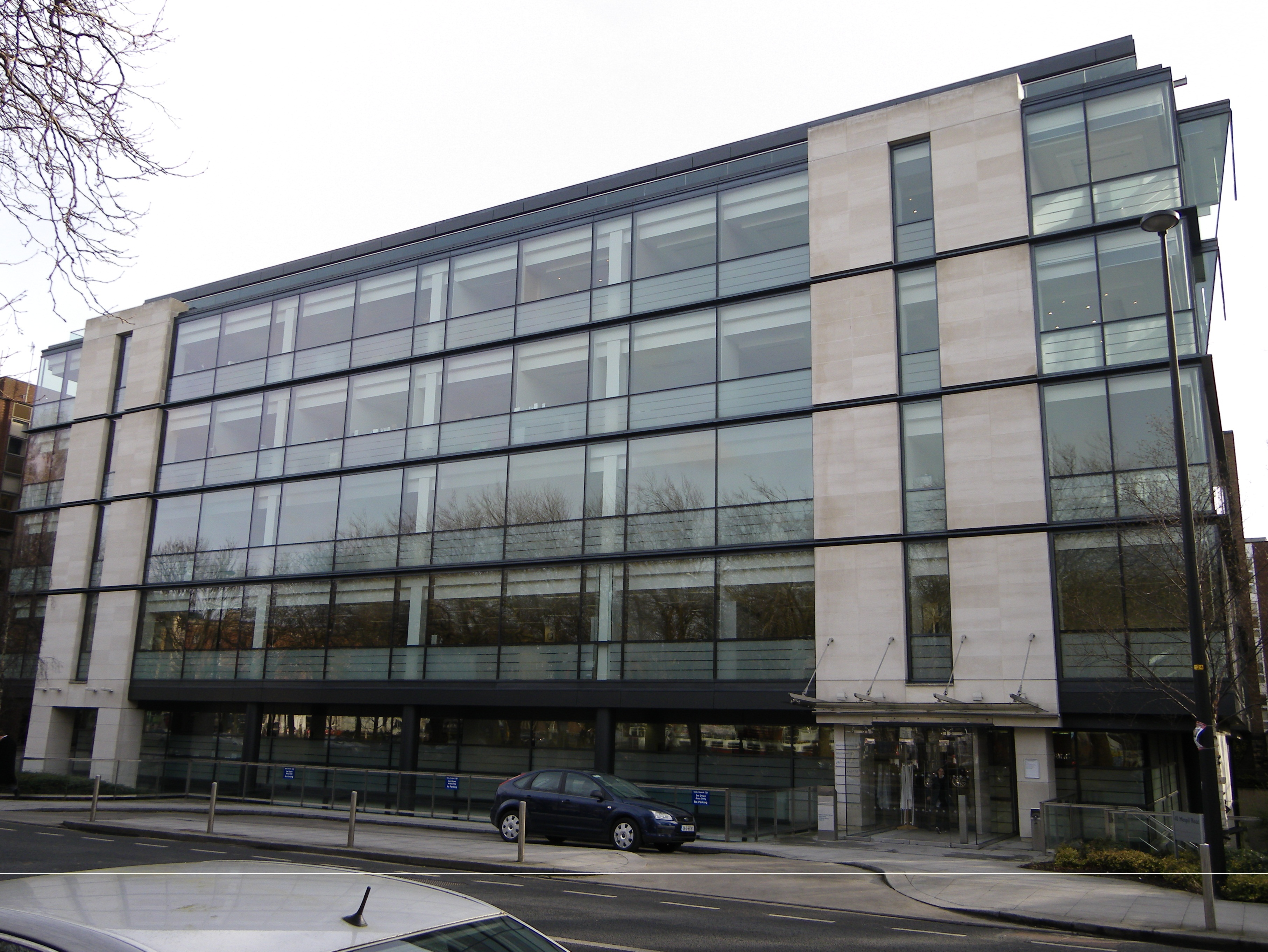
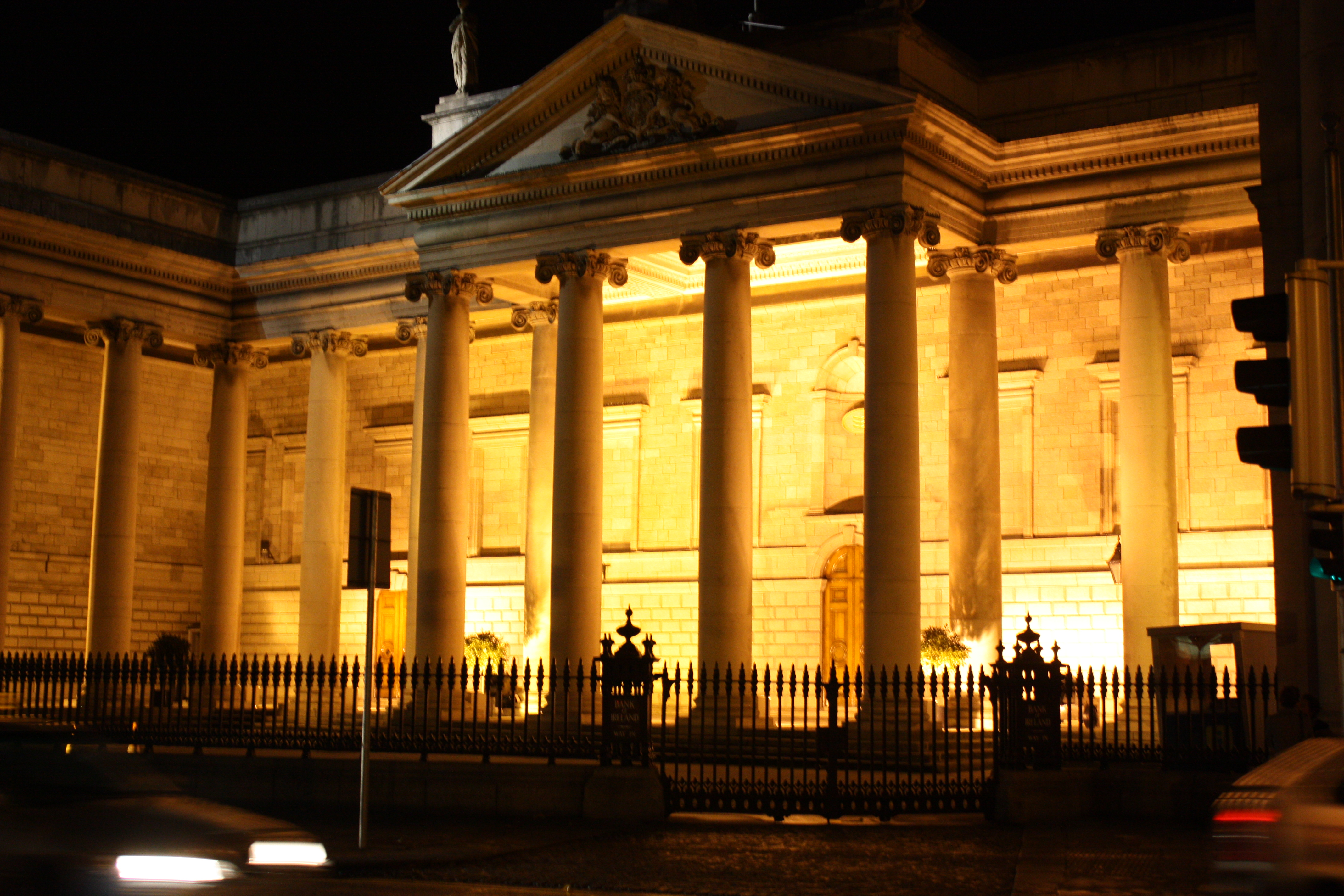